# 喃嘸師感官漫遊
喃嘸師感官漫遊是香港歌手林家謙的單曲，於2024年4月23日由（TLP）數位發行，而MV則於同日晚上9時正推出。後收錄於同年6月發行的粵語專輯ISFP。

## 製作
喃嘸師感官漫遊是一首回應網民的歌曲。聽慣了字字分明的部分香港網民，經常利用網路平台批評林家謙的唱腔，在2023年的第41屆香港電影金像獎失常演出，引來了更加全面的負面評價，用「喃嘸佬」、「鐵閘聲」在網路上形容他。林家謙以此為創作靈感，沉澱近一年後在2024年春季交出了這首單曲。此次是鄧百亨先寫好demo，林家謙在電台訪問時形容最初demo似是某種老朋友的感覺，是林家謙輕車熟路的旋律，大量的半音音階，很適合他發揮「喃嘸」特色的曲調，後來找了Oscar一起以主題為「活著的體驗」填詞，編曲上共同決定將原本較為沉鬱的曲風變得開朗，融合了電子和環境音效等元素，營造出夢幻迷離的氛圍，主調為升D大調/降E大調，旋律157BPM，將3分鐘左右的歌曲裡塞進了650個字。
歌名的部分，林家謙認為不要被直覺影響，要體會歌詞禪意，即使看起來前後沒有關係的感覺拼湊，喃嘸後綴的師是林家謙自己加上的，「我覺得這是很值得尊重的一個職業啊，所以稱之為（喃嘸）『師』」。
單曲正式發布後，林家謙活用社群平台，冷面笑匠模式全開地與粉絲互動，一度將頭像換成大佛的樣子。平面設計的部分，林家謙邀請香港插畫師宗/K.Chung創作了單曲封面以及相關宣傳內容的插畫。
這首單曲除了收入進第4張專輯，在2024年年底林家謙發行的首張國語專輯隱形色，排放在第1首親愛的演算法是此單曲的變體版，國語歌詞由陳信延覆寫為網路數位主宰世界的內容。

## 商業表現
第22屆CASH金帆音樂獎獲頒最佳編曲獎。

## 外部參考
- 喃嘸師感官漫遊歌詞分析-香港音樂及歌唱協會